# Wie durch ein Wunder
Wie durch ein Wunder (Originaltitel: Charlie St. Cloud) ist ein US-amerikanisches Drama und die Verfilmung von Ben Sherwoods Bestseller, The Death and Life of Charlie St. Cloud mit Zac Efron in der Hauptrolle. Regie führte Burr Steers. Kinostart in den USA war der 30. Juli 2010 und in Deutschland am 7. Oktober 2010.

## Handlung
Charlie, ein junger Segler aus Washington, und sein jüngerer Bruder Sam sind beste Freunde. Als sie gemeinsam einen Segelwettbewerb gewinnen, erhält Charlie ein Stipendium an der Stanford University. Er kümmert sich wie ein Vater um seinen jüngeren Bruder, da ihr Vater sie verlassen hat. Charlie verspricht Sam, jeden Tag mit ihm Baseball zu trainieren, bis er nach Stanford geht.
Eines Tages lässt er sich überreden, zu einer Feier seiner Freunde zu gehen, da diese demnächst auf die Militärakademie gehen werden. Als Charlie und Sam auf dem Weg zur Feier an einer Ampel halten, geraten sie in einen tragischen Verkehrsunfall. Charlie kann wiederbelebt werden, doch Sam erliegt seinen Verletzungen.
Auf der Beerdigung bildet sich Charlie ein, seinen Bruder zu sehen. Als er die Beerdigung vorzeitig verlässt, trifft er im Wald auf seinen Bruder. Charlie fühlt sich verpflichtet das Versprechen einzuhalten und trainiert seitdem jeden Tag mit dem Geist seines Bruders Baseball.
Fünf Jahre vergehen und Charlie ist noch immer nicht nach Stanford gegangen, er war auch nicht mehr segeln. Stattdessen arbeitet und wohnt er, distanziert von der Außenwelt, auf dem Friedhof, auf dem Sam beerdigt wurde. Ein Besucher des Friedhofs stellt sich als der Geist seines gefallenen, ehemaligen Schulkameraden „Sully“ heraus.
Eines Tages trifft Charlie auf dem Friedhof die junge Tess, die für das Grab ihres Vaters sorgt. Die beiden finden einander sofort anziehend, aber keiner der beiden ergreift die Initiative. Charlie wird von seinem Arbeitskollegen und einzigen Freund auf dessen Feier eingeladen, wo er Tess wiedertrifft. Sie erzählt ihm, dass sie bald die Welt umsegeln wird und noch am selben Abend ihr Boot testen will.
Als sie auf die See hinausfährt, segelt sie wissentlich in einen Sturm. Charlie findet sie am nächsten Morgen schlafend und leicht verwundet auf dem Friedhof. Sie erzählt ihm, sie sei am Vortag in den Sturm geraten. Er bringt sie zu sich nach Hause und versorgt ihre Wunden. Anschließend lädt er sie zum Abendessen ein. Sie verbringen die Nacht miteinander und lieben sich. Als Charlie wie jeden Abend aufbricht, um seinen Bruder zu treffen, folgt ihm Tess. Sie will Charlie dazu bringen, seinen Bruder loszulassen, doch Charlie entscheidet sich, bei Sam zu bleiben.
Am nächsten Morgen erfährt Charlie, dass Tess seit zwei Tagen als vermisst gemeldet ist, sie sei nach dem Segeltest nicht wieder zurückgekehrt und Charlie wird klar, dass es ihr Geist war, mit dem er den letzten Tag verbracht hat.
Er beschließt, sich zusammen mit seinem Freund und dem Trainer von Tess auf die Suche nach ihr zu machen. Nach stundenlanger Suche muss er sich entscheiden: Sucht er weiter nach Tess oder kehrt er zurück zu seinem Bruder, um sein Versprechen zu halten. Er entschließt sich weiter nach Tess zu suchen und lässt somit seinen Bruder los. Als sie schließlich das Boot von Tess finden, springt Charlie in das eiskalte Wasser und sucht nach ihr. Er schwimmt zu der nahegelegenen Insel und findet die halb erfrorene Tess, die dank seiner Körperwärme überlebt.
Eine Weile später gehen Charlie und Tess erneut in den Wald, wo Charlie sich endgültig von seinem Bruder verabschieden will. Sams Geist taucht auf, aber Charlie kann ihn nicht sehen. Er sagt ihm, er verstehe, dass Charlie sich nicht ewig um ihn kümmern kann. Zum Abschied sagt Charlie: „Wir werden immer Brüder sein.“
Abschließend beschließen Tess und Charlie, gemeinsam die Welt zu umsegeln.

## Ausstrahlung
Der Film hatte am 14. Oktober 2012 Premiere im deutschen Fernsehen auf RTL II.

## Musik
Der Titelsong heißt Run, gesungen und geschrieben von Snow Patrol.

## Kritik
„In seinem Debüt ‚Igby‘ warf Burr Steers einen skurril-unsentimentalen Blick auf das Erwachsenwerden, kreuzt in seiner dritten Regiearbeit aber im Fahrwasser von Nicholas Sparks, der Glück, Leid und romantische Sehnsucht zu vielen Hits verschnürte. Der Hauptunterschied zu Sparks ist die zentrale Bindung, die keine romantische, sondern eine familiäre ist, und der übernatürliche Aspekt, der hier ein Leben über den Tod hinaus verlängert.“